# حوزه انتخابیه هجدهم تگزاس
حوزه انتخابیه هجدهم تگزاس یک حوزه انتخابیه مجلس نمایندگان آمریکا است که در ایالت تگزاس قرار دارد.